# Karel Nocar
Karel Nocar, né le 28 février 1977 à Plzeň (Tchécoslovaquie, auj. République tchèque), est un ancien joueur de handball tchèque polyvalent, évoluant aussi bien au poste de demi-centre que d'ailier gauche.
Arrivé au Chambéry Savoie Handball comme joker médical en novembre 2003, il restera les 10 saisons suivantes en Savoie, avant d'annoncer sa fin de carrière à l'issue de la saison 2012-2013.
Karel Nocar intègre la direction technique de handball en république tchèque où il joue un rôle de coordinateur dans l'expansion de ce sport au sein du pays.

## Clubs
- Kovopetrol/HSC Plzeň : de 1996 à 1998 puis de 1999 à 2001
- Dukla Prague : de 1998 à 1999 puis de 2002 à novembre 2003
- Allrisk Prague : de 2001 à 2002
- Chambéry Savoie Handball : de novembre 2003 à 2013

## Sélection nationale
- République tchèque 182 sélections (432 buts)[1]

## Palmarès
- Championnat de République tchèque (1) : 1998
- Coupe de République tchèque (2) : ?
- 2e du Champion de France (7) : 2003, 2006, 2008, 2009, 2010, 2011, 2012
- Finaliste de la Coupe de la Ligue (1) : 2011
- Finaliste de la Coupe de France (3) 2005, 2009, 2011
- Finaliste du Trophée des Champions (3) : 2010, 2011 et 2012